# 2020년 하계 올림픽 볼리비아 선수단
2020년 하계 올림픽 볼리비아 선수단은 2021년 일본 도쿄에서 열린 2020년 하계 올림픽에 참가한 올림픽 볼리비아 선수단이다.
볼리비아는 2020년 도쿄 하계 올림픽에 출전했다. 원래 2020년 7월 24일부터 8월 9일까지 열릴 예정이었던 올림픽은 코로나19 범유행으로 인해 2021년 7월 23일부터 8월 8일로 연기되었다. 이번 하계 올림픽은 1936년 첫 대회 이후 볼리비아의 15번째 하계 올림픽 출전이었다.

## 출전 선수
| 종목   | 남자 | 여자 | 전체 |
| ------ | ---- | ---- | ---- |
| 육상   | 1    | 1    | 2    |
| 수영   | 1    | 1    | 2    |
| 테니스 | 1    | 0    | 1    |
| 전체   | 3    | 2    | 5    |

## 같이 보기
- 올림픽 볼리비아 선수단